# Ryszard Przygodzki
Ryszard Przygodzki (ur. 2 kwietnia 1957 w Bydgoszczy) – polski piłkarz, grający na pozycji pomocnika. Znany głównie z występów w Lechii Gdańsk, Bałtyku Gdynia, Szombierkach Bytom i Odrze Wodzisław Śląski.